# Indigo Girls
Indigo Girls — американская музыкальная группа, исполняющая фолк-рок. Группа состоит из двух участниц, Эми Рей и Эмили Сэльерс. Дуэт сформировался в 1985 году в Атланте, первый студийный альбом был самостоятельно выпущен в 1987 году. После этого группа сотрудничала с крупными лейблами Epic Records и Hollywood Records, а в 2007 году работает независимо. В 1990 году группа получила премию «Грэмми» за лучший альбом современного фолка. Indigo Girls активно выступают за права сексуальных меньшинств и защиту окружающей среды, часто дают благотворительные концерты.

## История группы
Эми Рей и Эмили Сэльерс познакомились во время учёбы в старшей школе Атланты в начале 1980-х годов. Тогда же начали выступать вместе, свой дуэт они называли The B-Band. В 1985 году они взяли название Indigo Girls, через год выпустили EP с таким названием, ещё через год вышел их дебютный студийный альбом Strange Fire. Поначалу пластинка, выпущенная тиражом в 7000 копий не вызвала значительного интереса. Но в 1988 году на волне успеха Сюзанны Веги, Трейси Чэпмен и 10,000 Maniacs дуэт Рей и Сэльерс оказался востребован. С группой подписал контракт лейбл Epic Records.
Второй альбом, названный Indigo Girls и выпущенный в 1989 году, имел значительный успех. Он добрался вошёл в первую тридцатку хит-парада Billboard 200, получил статус платинового и был отмечен премией «Грэмми» за лучший альбом современного фолка. В 1990 году группа представила свой третий альбом Nomads Indians Saints, уступивший в качестве предшествующему, хотя и получивший золотой статус и номинацию на «Грэмми». Весной 1992 года Indigo Girls выпустили четвёртую пластинку, Rites of Passage, которая стартовала с 22 места в хит-параде и к концу года получила платиновый статус. Через два года вышел альбом Swamp Ophelia, дебютировавший на 9-й позиции чарта и ставший золотым. Следующий студийный альбом Indigo Girls выпустили весной 1997 году, он получил название Shaming of the Sun. Ещё через два года вышел седьмой альбом Come on Now Social.
2000-е годы выдались для группы тяжёлыми. Альбом 2002 года Become You получился слабым по сравнению с предыдущими работами. Однако вышедший в 2004 году All That We Let In стал одним из сильнейших альбомов группы. В 2005 году группа в честь своего 20-летия выпустила сборник редких записей, который стал их последней работой с лейблом Epic Records. Вскоре Indigo Girls заключили пятилетний контракт с Hollywood Records. В 2006 году на этом лейбле вышел их альбом Despite Our Differences. Во время тура в поддержку альбома в 2007 году лейбл расторг контракт с группой. Дуэт продолжил творческую деятельность в качестве независимой группы. В 2009 году вышел группа самостоятельно выпустила альбом Poseidon and the Bitter Bug. В дальнейшем Indigo Girls стали сотрудничать с независимым лейблом Vanguard Records, с которым подразделение IG Recordings, занимающееся выпуском их записей. Оно выпустило ещё три студийных альбома группы: Holly Happy Days в 2010 году, Beauty Queen Sister в 2011 году и One Lost Day в 2015 году. Кроме того, в 2010 году вышел сборник двухдисковый сборник Staring Down the Brilliant Dream с записями концертных выступлений.

## Дискография
| - 1987 — Strange Fire - 1989 — Indigo Girls - 1990 — Nomads Indians Saints - 1992 — Rites of Passage - 1994 — Swamp Ophelia - 1997 — Shaming of the Sun - 1999 — Come on Now Social | - 2002 — Become You - 2004 — All That We Let In - 2006 — Despite Our Differences - 2009 — Poseidon and the Bitter Bug - 2010 — Holly Happy Days - 2011 — Beauty Queen Sister - 2015 — One Lost Day |